# 稗貫郡
- 令制国一覧 > 東山道 > 陸中国 > 稗貫郡
- 日本 > 東北地方 > 岩手県 > 稗貫郡

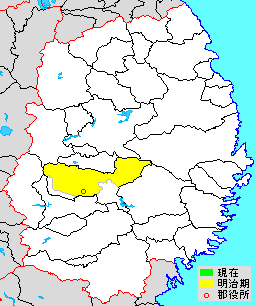
岩手県稗貫郡の範囲

稗貫郡（ひえぬきぐん）は、岩手県（陸奥国・陸中国）にあった郡。

## 郡域
明治11年（1878年）に行政区画として発足した当時の郡域は、花巻市の一部（中笹間・北笹間・南笹間・轟木・栃内・横志田・尻平川および東和町各町を除く）にあたる。
北で岩手郡と紫波郡、東で閉伊郡、西と南で和賀郡と接していた。

## 歴史
郡設置当初は薭縫（ひえぬい）郡と表記した。

### 近代以前の沿革
- 811年（弘仁2年）稗縫（後の稗貫）・和我・斯波の「志波三郡」が成立、「胆沢三郡（胆沢・江刺・磐井）」とともに「律令期の六郡」が成立する。812年（弘仁3年）に徳丹城が築かれ政治的機能が移り、志波三郡以北の統帥権も「鎮守府領六郡」として集約される。10世紀、斯波郡の領域が北遷拡大し、岩手郡が斯波郡から分離独立した。一方、磐井郡は国府多賀城領に編入され、岩手・志和・稗抜・和賀・江刺・伊沢の「奥六郡」が成立した[1]。

- 幕末時点では陸奥国に所属し、全域が盛岡藩領であった。「旧高旧領取調帳」に記載されている明治初年時点に存在した村は以下の通り。（68村）

東宮野目村、下似内村、北飯豊村、上似内村、田力村、柏葉村、庫理村、葛村、黒沼村、西中島村、江曽村、八幡村、好地村、新堀村、八重畑村、滝田村、戸塚村、関口村、猪鼻村、五大堂村、東中島村、中寺林村、北寺林村、南寺林村、小森林村、松林寺村、大興寺村、長谷堂村、富沢村、糠塚村、北湯口村、大畑村、湯本村、台村、二枚橋村、西宮野目村、狼沢村、椚ノ目村、小瀬川村、金矢村、大瀬川村、太田村、西十二丁目村、外台村、南万丁目村、里川口村、下根子村、中根子村、上根子村、湯口村、西晴山村、下シ沢村、鉛村、豊沢村、円万寺村、膝立村、北万丁目村、花巻村、鍋倉村、矢沢村、幸田村、高松村、高木村、東十二丁目村、大迫村、内川目村、外川目村、亀ヶ森村
- 明治元年
  - 12月7日（1869年1月19日）
    - 陸奥国が分割され、本郡は陸中国の所属となる。
    - 盛岡藩が戊辰戦争後の処分により、領地を没収される。信濃松本藩取締地となり、花巻県を称する[5]。

  - 12月24日（1869年2月5日） - 旧・盛岡藩が磐城白石藩に転封。
- 明治2年7月22日（1869年8月29日） - 白石藩が盛岡藩に転封。全域が再び盛岡藩の管轄となる。
- 明治4年
  - 7月10日（1871年8月15日） - 盛岡藩が廃藩。盛岡県（第2次）が発足し、旧・盛岡藩領を管轄。
  - 11月2日（1871年12月13日） - 第1次府県統合により、盛岡県（第3次）の管轄となる。
- 明治5年1月8日（1872年2月16日） - 盛岡県（第3次）が岩手県に改称。
- 明治11年（1878年）11月26日 - 郡区町村編制法の岩手県での施行により、行政区画としての稗貫郡が発足。郡役所が里川口村に設置。

### 町村制以降の沿革

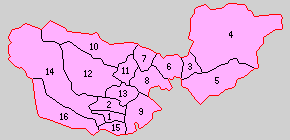
1.花巻川口町 2.花巻町 3.大迫町 4.内川目村 5.外川目村 6.亀ヶ森村 7.新堀村 8.八重畑村 9.矢沢村 10.好地村 11.八幡村 12.湯本村 13.宮野目村 14.湯口村 15.根子村 16.太田村（桃：花巻市）

- 明治22年（1889年）4月1日 - 町村制の施行により、以下の町村が発足。全域が現・花巻市。（3町13村）

  - 里川口町 ← 里川口村、南万丁目村、高木村［一部[6]］
  - 花巻町 ← 花巻村、北万丁目村、高木村［一部[7]］
  - 大迫町（大迫村が単独町制）
  - 内川目村、外川目村、亀ヶ森村（それぞれ単独村制）
  - 新堀村 ← 新堀村、戸塚村
  - 八重畑村 ← 八重畑村、関口村、滝田村、猪鼻村、五大堂村、東中島村
  - 矢沢村 ← 矢沢村、高松村、幸田村、東十二丁目村、高木村［一部[8]を除く］
  - 好地村 ← 好地村、北寺林村、大瀬川村、大興寺村、松林寺村、富沢村、長谷堂村
  - 八幡村 ← 八幡村、中寺林村、南寺林村、江曽村、西中島村、黒沼村、小森林村
  - 湯本村 ← 湯本村、北湯口村、大畑村、二枚橋村、台村、金矢村、小瀬川村、椚ノ目村、狼沢村、糠塚村
  - 宮野目村 ← 東宮野目村、西宮野目村、葛村、田力村、庫理村、柏葉村、上似内村、下似内村、北飯豊村
  - 湯口村 ← 湯口村、円万寺村、鍋倉村、膝立村、西晴山村、上根子村、中根子村、鉛村、下シ沢村、豊沢村
  - 根子村 ← 下根子村、西十二丁目村、外台村
  - 太田村（単独村制）
- 明治30年（1897年）
  - 4月1日 - 郡制を施行。
  - 10月30日 - 里川口町が改称して花巻川口町となる[9]。
- 大正12年（1923年）4月1日 - 郡会が廃止。郡役所は存続。
- 大正12年（1923年）6月1日 - 根子村が花巻川口町に編入。（3町12村）
- 大正15年（1926年）7月1日 - 郡役所が廃止。以降は地域区分名称となる。
- 昭和3年（1928年）10月1日 - 好地村が町制施行・改称して石鳥谷町となる。（4町11村）
- 昭和4年（1929年）4月10日 - 花巻川口町が花巻町を編入、即日改称して花巻町となる。（3町11村）
- 昭和17年（1942年）7月1日 - 「稗貫地方事務所」が花巻町に設置され、本郡を管轄。
- 昭和29年（1954年）4月1日 - 花巻町・太田村・宮野目村・矢沢村・湯口村・湯本村が合併して花巻市が発足し、郡より離脱。（2町6村）
- 昭和30年（1955年）
  - 1月1日 - 大迫町・内川目村・外川目村・亀ヶ森村が合併し、改めて大迫町が発足。（2町3村）
  - 4月1日 - 石鳥谷町・新堀村・八幡村・八重畑村が合併し、改めて石鳥谷町が発足。（2町）
- 平成18年（2006年）1月1日 - 大迫町・石鳥谷町が花巻市・和賀郡東和町と合併し、改めて花巻市が発足。同日稗貫郡消滅。

### 変遷表
| 明治22年以前 | 明治22年以前 | 明治22年 4月1日 町村制施行 | 明治22年 - 大正15年       | 昭和元年 - 昭和19年                             | 昭和20年 - 昭和64年     | 平成元年 - 現在       | 現在   |
| ------------ | ------------ | -------------------------- | ------------------------- | ----------------------------------------------- | ----------------------- | --------------------- | ------ |
| 花巻村       | 花巻村       | 花巻町                     | 花巻町                    | 昭和4年4月10日 花巻川口町に編入 即日改称 花巻町 | 昭和29年4月1日 花巻市   | 平成18年1月1日 花巻市 | 花巻市 |
| 北万丁目村   |              | 花巻町                     | 花巻町                    | 昭和4年4月10日 花巻川口町に編入 即日改称 花巻町 | 昭和29年4月1日 花巻市   | 平成18年1月1日 花巻市 | 花巻市 |
| 高木村       | 一部         | 花巻町                     | 花巻町                    | 昭和4年4月10日 花巻川口町に編入 即日改称 花巻町 | 昭和29年4月1日 花巻市   | 平成18年1月1日 花巻市 | 花巻市 |
| 高木村       | 一部         | 里川口町                   | 大正12年6月1日 花巻川口町 | 昭和4年4月10日 改称 花巻町                      | 昭和29年4月1日 花巻市   | 平成18年1月1日 花巻市 | 花巻市 |
| 里川口村     |              | 里川口町                   | 大正12年6月1日 花巻川口町 | 昭和4年4月10日 改称 花巻町                      | 昭和29年4月1日 花巻市   | 平成18年1月1日 花巻市 | 花巻市 |
| 南万丁目村   |              | 里川口町                   | 大正12年6月1日 花巻川口町 | 昭和4年4月10日 改称 花巻町                      | 昭和29年4月1日 花巻市   | 平成18年1月1日 花巻市 | 花巻市 |
| 下根子村     | 下根子村     | 根子村                     | 大正12年6月1日 花巻川口町 | 昭和4年4月10日 改称 花巻町                      | 昭和29年4月1日 花巻市   | 平成18年1月1日 花巻市 | 花巻市 |
| 西十二丁目村 |              | 根子村                     | 大正12年6月1日 花巻川口町 | 昭和4年4月10日 改称 花巻町                      | 昭和29年4月1日 花巻市   | 平成18年1月1日 花巻市 | 花巻市 |
| 外台村       |              | 根子村                     | 大正12年6月1日 花巻川口町 | 昭和4年4月10日 改称 花巻町                      | 昭和29年4月1日 花巻市   | 平成18年1月1日 花巻市 | 花巻市 |
| 太田村       | 太田村       | 太田村                     | 太田村                    | 太田村                                          | 昭和29年4月1日 花巻市   | 平成18年1月1日 花巻市 | 花巻市 |
| 東宮野目村   | 東宮野目村   | 宮野目村                   | 宮野目村                  | 宮野目村                                        | 昭和29年4月1日 花巻市   | 平成18年1月1日 花巻市 | 花巻市 |
| 西宮野目村   |              | 宮野目村                   | 宮野目村                  | 宮野目村                                        | 昭和29年4月1日 花巻市   | 平成18年1月1日 花巻市 | 花巻市 |
| 葛村         |              | 宮野目村                   | 宮野目村                  | 宮野目村                                        | 昭和29年4月1日 花巻市   | 平成18年1月1日 花巻市 | 花巻市 |
| 田力村       |              | 宮野目村                   | 宮野目村                  | 宮野目村                                        | 昭和29年4月1日 花巻市   | 平成18年1月1日 花巻市 | 花巻市 |
| 庫理村       |              | 宮野目村                   | 宮野目村                  | 宮野目村                                        | 昭和29年4月1日 花巻市   | 平成18年1月1日 花巻市 | 花巻市 |
| 柏葉村       |              | 宮野目村                   | 宮野目村                  | 宮野目村                                        | 昭和29年4月1日 花巻市   | 平成18年1月1日 花巻市 | 花巻市 |
| 上似内村     |              | 宮野目村                   | 宮野目村                  | 宮野目村                                        | 昭和29年4月1日 花巻市   | 平成18年1月1日 花巻市 | 花巻市 |
| 下似内村     |              | 宮野目村                   | 宮野目村                  | 宮野目村                                        | 昭和29年4月1日 花巻市   | 平成18年1月1日 花巻市 | 花巻市 |
| 北飯豊村     |              | 宮野目村                   | 宮野目村                  | 宮野目村                                        | 昭和29年4月1日 花巻市   | 平成18年1月1日 花巻市 | 花巻市 |
| 矢沢村       | 矢沢村       | 矢沢村                     | 矢沢村                    | 矢沢村                                          | 昭和29年4月1日 花巻市   | 平成18年1月1日 花巻市 | 花巻市 |
| 高松村       |              | 矢沢村                     | 矢沢村                    | 矢沢村                                          | 昭和29年4月1日 花巻市   | 平成18年1月1日 花巻市 | 花巻市 |
| 幸田村       |              | 矢沢村                     | 矢沢村                    | 矢沢村                                          | 昭和29年4月1日 花巻市   | 平成18年1月1日 花巻市 | 花巻市 |
| 東十二丁目村 |              | 矢沢村                     | 矢沢村                    | 矢沢村                                          | 昭和29年4月1日 花巻市   | 平成18年1月1日 花巻市 | 花巻市 |
| 高木村       | 一部を除く   | 矢沢村                     | 矢沢村                    | 矢沢村                                          | 昭和29年4月1日 花巻市   | 平成18年1月1日 花巻市 | 花巻市 |
| 湯口村       | 湯口村       | 湯口村                     | 湯口村                    | 湯口村                                          | 昭和29年4月1日 花巻市   | 平成18年1月1日 花巻市 | 花巻市 |
| 円万寺村     |              | 湯口村                     | 湯口村                    | 湯口村                                          | 昭和29年4月1日 花巻市   | 平成18年1月1日 花巻市 | 花巻市 |
| 鍋倉村       |              | 湯口村                     | 湯口村                    | 湯口村                                          | 昭和29年4月1日 花巻市   | 平成18年1月1日 花巻市 | 花巻市 |
| 膝立村       |              | 湯口村                     | 湯口村                    | 湯口村                                          | 昭和29年4月1日 花巻市   | 平成18年1月1日 花巻市 | 花巻市 |
| 西晴山村     |              | 湯口村                     | 湯口村                    | 湯口村                                          | 昭和29年4月1日 花巻市   | 平成18年1月1日 花巻市 | 花巻市 |
| 上根子村     |              | 湯口村                     | 湯口村                    | 湯口村                                          | 昭和29年4月1日 花巻市   | 平成18年1月1日 花巻市 | 花巻市 |
| 中根子村     |              | 湯口村                     | 湯口村                    | 湯口村                                          | 昭和29年4月1日 花巻市   | 平成18年1月1日 花巻市 | 花巻市 |
| 鉛村         |              | 湯口村                     | 湯口村                    | 湯口村                                          | 昭和29年4月1日 花巻市   | 平成18年1月1日 花巻市 | 花巻市 |
| 下シ沢村     |              | 湯口村                     | 湯口村                    | 湯口村                                          | 昭和29年4月1日 花巻市   | 平成18年1月1日 花巻市 | 花巻市 |
| 豊沢村       |              | 湯口村                     | 湯口村                    | 湯口村                                          | 昭和29年4月1日 花巻市   | 平成18年1月1日 花巻市 | 花巻市 |
| 湯本村       | 湯本村       | 湯本村                     | 湯本村                    | 湯本村                                          | 昭和29年4月1日 花巻市   | 平成18年1月1日 花巻市 | 花巻市 |
| 北湯口村     |              | 湯本村                     | 湯本村                    | 湯本村                                          | 昭和29年4月1日 花巻市   | 平成18年1月1日 花巻市 | 花巻市 |
| 大畑村       |              | 湯本村                     | 湯本村                    | 湯本村                                          | 昭和29年4月1日 花巻市   | 平成18年1月1日 花巻市 | 花巻市 |
| 二枚橋村     |              | 湯本村                     | 湯本村                    | 湯本村                                          | 昭和29年4月1日 花巻市   | 平成18年1月1日 花巻市 | 花巻市 |
| 台村         |              | 湯本村                     | 湯本村                    | 湯本村                                          | 昭和29年4月1日 花巻市   | 平成18年1月1日 花巻市 | 花巻市 |
| 金矢村       |              | 湯本村                     | 湯本村                    | 湯本村                                          | 昭和29年4月1日 花巻市   | 平成18年1月1日 花巻市 | 花巻市 |
| 小瀬川村     |              | 湯本村                     | 湯本村                    | 湯本村                                          | 昭和29年4月1日 花巻市   | 平成18年1月1日 花巻市 | 花巻市 |
| 椚ノ目村     |              | 湯本村                     | 湯本村                    | 湯本村                                          | 昭和29年4月1日 花巻市   | 平成18年1月1日 花巻市 | 花巻市 |
| 狼沢村       |              | 湯本村                     | 湯本村                    | 湯本村                                          | 昭和29年4月1日 花巻市   | 平成18年1月1日 花巻市 | 花巻市 |
| 糠塚村       |              | 湯本村                     | 湯本村                    | 湯本村                                          | 昭和29年4月1日 花巻市   | 平成18年1月1日 花巻市 | 花巻市 |
| 好地村       | 好地村       | 好地村                     | 好地村                    | 昭和3年4月1日 町制改称 石鳥谷町                 | 昭和30年4月1日 石鳥谷町 | 平成18年1月1日 花巻市 | 花巻市 |
| 北寺林村     |              | 好地村                     | 好地村                    | 昭和3年4月1日 町制改称 石鳥谷町                 | 昭和30年4月1日 石鳥谷町 | 平成18年1月1日 花巻市 | 花巻市 |
| 大瀬川村     |              | 好地村                     | 好地村                    | 昭和3年4月1日 町制改称 石鳥谷町                 | 昭和30年4月1日 石鳥谷町 | 平成18年1月1日 花巻市 | 花巻市 |
| 大興寺村     |              | 好地村                     | 好地村                    | 昭和3年4月1日 町制改称 石鳥谷町                 | 昭和30年4月1日 石鳥谷町 | 平成18年1月1日 花巻市 | 花巻市 |
| 松林寺村     |              | 好地村                     | 好地村                    | 昭和3年4月1日 町制改称 石鳥谷町                 | 昭和30年4月1日 石鳥谷町 | 平成18年1月1日 花巻市 | 花巻市 |
| 富沢村       |              | 好地村                     | 好地村                    | 昭和3年4月1日 町制改称 石鳥谷町                 | 昭和30年4月1日 石鳥谷町 | 平成18年1月1日 花巻市 | 花巻市 |
| 長谷堂村     |              | 好地村                     | 好地村                    | 昭和3年4月1日 町制改称 石鳥谷町                 | 昭和30年4月1日 石鳥谷町 | 平成18年1月1日 花巻市 | 花巻市 |
| 新堀村       | 新堀村       | 新堀村                     | 新堀村                    | 新堀村                                          | 昭和30年4月1日 石鳥谷町 | 平成18年1月1日 花巻市 | 花巻市 |
| 戸塚村       |              | 新堀村                     | 新堀村                    | 新堀村                                          | 昭和30年4月1日 石鳥谷町 | 平成18年1月1日 花巻市 | 花巻市 |
| 八幡村       | 八幡村       | 八幡村                     | 八幡村                    | 八幡村                                          | 昭和30年4月1日 石鳥谷町 | 平成18年1月1日 花巻市 | 花巻市 |
| 中寺林村     |              | 八幡村                     | 八幡村                    | 八幡村                                          | 昭和30年4月1日 石鳥谷町 | 平成18年1月1日 花巻市 | 花巻市 |
| 南寺林村     |              | 八幡村                     | 八幡村                    | 八幡村                                          | 昭和30年4月1日 石鳥谷町 | 平成18年1月1日 花巻市 | 花巻市 |
| 江曽村       |              | 八幡村                     | 八幡村                    | 八幡村                                          | 昭和30年4月1日 石鳥谷町 | 平成18年1月1日 花巻市 | 花巻市 |
| 西中島村     |              | 八幡村                     | 八幡村                    | 八幡村                                          | 昭和30年4月1日 石鳥谷町 | 平成18年1月1日 花巻市 | 花巻市 |
| 黒沼村       |              | 八幡村                     | 八幡村                    | 八幡村                                          | 昭和30年4月1日 石鳥谷町 | 平成18年1月1日 花巻市 | 花巻市 |
| 小森林村     |              | 八幡村                     | 八幡村                    | 八幡村                                          | 昭和30年4月1日 石鳥谷町 | 平成18年1月1日 花巻市 | 花巻市 |
| 八重畑村     | 八重畑村     | 八重畑村                   | 八重畑村                  | 八重畑村                                        | 昭和30年4月1日 石鳥谷町 | 平成18年1月1日 花巻市 | 花巻市 |
| 関口村       |              | 八重畑村                   | 八重畑村                  | 八重畑村                                        | 昭和30年4月1日 石鳥谷町 | 平成18年1月1日 花巻市 | 花巻市 |
| 滝田村       |              | 八重畑村                   | 八重畑村                  | 八重畑村                                        | 昭和30年4月1日 石鳥谷町 | 平成18年1月1日 花巻市 | 花巻市 |
| 猪鼻村       |              | 八重畑村                   | 八重畑村                  | 八重畑村                                        | 昭和30年4月1日 石鳥谷町 | 平成18年1月1日 花巻市 | 花巻市 |
| 五大堂村     |              | 八重畑村                   | 八重畑村                  | 八重畑村                                        | 昭和30年4月1日 石鳥谷町 | 平成18年1月1日 花巻市 | 花巻市 |
| 東中島村     |              | 八重畑村                   | 八重畑村                  | 八重畑村                                        | 昭和30年4月1日 石鳥谷町 | 平成18年1月1日 花巻市 | 花巻市 |
| 大迫村       | 大迫村       | 大迫町                     | 大迫町                    | 大迫町                                          | 昭和30年1月1日 大迫町   | 平成18年1月1日 花巻市 | 花巻市 |
| 内川目村     | 内川目村     | 内川目村                   | 内川目村                  | 内川目村                                        | 昭和30年1月1日 大迫町   | 平成18年1月1日 花巻市 | 花巻市 |
| 外川目村     | 外川目村     | 外川目村                   | 外川目村                  | 外川目村                                        | 昭和30年1月1日 大迫町   | 平成18年1月1日 花巻市 | 花巻市 |
| 亀ヶ森村     | 亀ヶ森村     | 亀ヶ森村                   | 亀ヶ森村                  | 亀ヶ森村                                        | 昭和30年1月1日 大迫町   | 平成18年1月1日 花巻市 | 花巻市 |

## 行政
歴代郡長
| 代 | 氏名 | 就任年月日                 | 退任年月日                | 備考                   |
| -- | ---- | -------------------------- | ------------------------- | ---------------------- |
| 1  |      | 明治11年（1878年）11月26日 |                           |                        |
|    |      |                            | 大正15年（1926年）6月30日 | 郡役所廃止により、廃官 |